# Notre-Dame płonie
Notre-Dame płonie (fr. Notre-Dame brûle) – francusko-amerykańsko-włosko-brytyjski dramat z 2022 roku w reżyserii Jean-Jacquesa Annauda. Film miał premierę 16 marca 2022 roku.

## Fabuła
15 kwietnia 2019 roku dochodzi do wybuchu pożaru na terenie paryskiej katedry Notre-Dame. Strażacy mimo trudnych warunków podejmują się walki z żywiołem, czego stawką mają być bezcenne relikwie znajdujące się w budynku, w tym korona cierniowa Chrystusa. Ekipa musi zdążyć z ratunkiem, zanim runięciu ulegnie dach budowli, a co za tym idzie, pogrzebie doszczętnie znajdujących się w środku ludzi i skarby.

## Obsada
- Samuel Labarthe jako generał Gontier
- Jean-Paul Bordes jako generał Gallet
- Mickaël Chirinian jako Laurent Prades
- Jules Sadoughi jako starszy sierżant Jordan
- Jérémie Laheurte jako główny chorąży Joël
- Chloé Jouannet jako starszy kapral Marianne
- Vassili Schneider jako kapral Sandro
- Ava Baya jako nowicjusz strażak Marie-Eve
- Nathan Gruffy jako nowicjusz strażak Victor
- Maximilien Seweryn jako oficer Reynald
- Garlan Le Martelot jako administrator katedry Aurélien
- Dimitri Storoge jako kapitan Francis
- Pierre Lottin jako porucznik Alexandre
- Sébastien Lalanne jako kapitan Marcus
- Xavier Maly jako Monseigneur Charley[1]

## Produkcja
Zdjęcia do filmu kręcono w Paryżu na terenie oryginalnej katedry Notre-Dame oraz innych francuskich budynków zbliżonych do niej stylem architektury, takich jak: katedra w Amiens, katedra św. Szczepana w Sens, katedra św. Szczepana w Bourges, bazylika świętej Klotyldy w Paryżu i pałac wersalski.

## Odbiór

### Box office
Budżet filmu jest szacowany na 31,5 miliona euro. We Francji film zarobił 5,9 mln USD, natomiast w innych krajach przychody wyniosły około 150 tys., co przenosi się na łączny przychód ze sprzedaży biletów w wysokości blisko 6 milionów dolarów.

### Reakcja krytyków
Film spotkał się z pozytywną reakcją krytyków. W agregatorze recenzji Rotten Tomatoes 82% z 17 recenzji uznano za pozytywne, a średnia ocen wyniosła 6,6 na 10. Z kolei w agregatorze Metacritic średnia ważona ocen z 5 recenzji wyniosła 64 punkty na 100.

## Nagrody i nominacje
| Nagroda    | Kategoria                                                | Wynik     |
| ---------- | -------------------------------------------------------- | --------- |
| Cezar      | Najlepsze efekty specjalne                               | wygrana   |
| Camerimage | Pokazy Specjalne – Udział w sekcji (Jean-Jacques Annaud) | nominacja |